# The Documentary
The Documentary es el álbum debut de The Game en un sello discográfico mayor (Aftermath/G-Unit Records/Interscope Records). El álbum incluye colaboraciones de 50 Cent, Tony Yayo, Eminem, Nate Dogg entre otros.

## Lista de canciones
1. Intro
2. Westside Story (con 50 Cent)
3. Dreams
4. Hate It Or Love It (con 50 Cent)
5. Higher
6. How We Do (con 50 Cent)
7. Don't Need Your Love (con Faith Evans)
8. Church For Thugs
9. Put You On The Game
10. Start From Scratch (con Marsha de Floetry)
11. The Documentary
12. I'm Runnin' (con Tony Yayo)
13. No More Fun And Games
14. We Ain't (con Eminem)
15. Where I'm From (con Nate Dogg)
16. Special (con Nate Dogg)
17. Don't Worry (con Mary J. Blige)
18. Like Father, Like Son (con Busta Rhymes)

- Datos: Q652943